# Giải bóng đá hạng tư quốc gia Cộng hòa Síp 1991–92
Giải bóng đá hạng tư quốc gia Cộng hòa Síp 1991–92 là mùa giải thứ 7 của giải bóng đá hạng tư Cộng hòa Síp. Giải đấu được chia thành 3 bảng theo khu vực địa lý, đại diện cho Quận Cộng hòa Síp. Các đội vô địch gồm:
- Bảng Nicosia-Keryneia: OXEN Peristeronas
- Bảng Larnaca-Famagusta: Livadiakos Livadion
- Bảng Limassol-Paphos: AEZ Zakakiou

Ba đội vô địch được thăng hạng Giải bóng đá hạng ba quốc gia Cộng hòa Síp 1992–93. Có 7 đội xuống chơi ở các giải khu vực.